# Ghoti
Ghoti és una paraula anglesa artificial, proposada com a ortografia alternativa de la paraula fish (peix) creada per tal d'il·lustrar les irregularitats de l'ortografia i parodiar la discrepància major entre els fonemes i grafemes de la llengua. És una forma d'ortografia natural extrema.
Gothi com a alternativa per a representar els tres fonemes de fish s'explica així:
- gh, pronunciat f com en enough
- o, pronunciat ɪ com en women
- ti, pronunciat ʃ com en station

El primer esment escrit de la paraula data del 1874 en una carta atribuïda a un cert William Ollier junior. En altres escrits, és atribuïda a George Bernard Shaw. La paraula és un argument popular dels partidaris d'una reforma ortogràfica de l'anglès.

## Ghotimut
Utilitzant el mateix mètode i basant-se en el principi original, ghoti pot ser una paraula muda, on:
- gh, pronunciat com en though: (/ðoʊ/)
- o, pronunciat com en people: (/'piːpl/)
- t, pronunciat com en ballet: (/'bæleɪ/)
- i, pronunciat com en business: (/'bɪznəs/)

## Ghoughpteighbteau
Ghoughpteighbteau és una paraula construïda de forma similar, i que és utilitzada per a la il·lustració d'irregularitats en la pronunciació. Es tracta d'un relletreig de la paraula potato, patata, i de la mateixa forma també es pronuncia /poʊˈteɪtoʊ/. Té:
- gh, es pronuncia /p/ com en hiccough /ˈhɪkʌp/;
- ough, es pronuncia /oʊ/ com en though /ðoʊ/;
- pt, es pronuncia /t/ com en ptomaine /ˈtoʊmeɪn/;
- eigh, es pronuncia /eɪ/ com en neigh /neɪ/;
- bt, es pronuncia /t/ com en debt /dɛt/;
- eau, es pronuncia /oʊ/ com en bureau /ˈbjʊəroʊ/.

Una lleugera variació la trobem en la paraula Ghoughphtheightteeau, on:
- phth, es pronuncia /t/ com en phthisis  /ˈtaɪsɪs/;
- tte, es pronuncia /t/ com en gazette /ɡəzɛt/;